# G.C.BEST -I've GIRL's COMPILATION BEST-
『G.C.BEST -I've GIRL's COMPILATION BEST-』(ジー・シー・ベスト アイブ・ガールズ・コンピレーション・ベスト)は2012年6月29日に発売されたI'veのインディーズアルバム。
I'veの美少女ゲームコンピレーションアルバム 『GIRL's COMPILATION』 シリーズ7作品の中から、ファン投票によって選ばれた上位人気楽曲を収録したベストアルバム。人気投票上位楽曲の他に新規書き下ろし曲を1曲収録。価格は3,500円。品番はICD-66029。前作同様ソフトウェア取扱店での販売となった。
『オマイラBEST -SHORT CIRCUIT BEST-』と同時発売。

## 収録曲

### Disc-1
1. FUCK ME／美妃 [3:42]
  - 作詞・作曲・編曲：高瀬一矢
  - 収録アルバム：regret
2. Disintegration／Lia [5:09]
  - 作詞：Ben／作曲・編曲：高瀬一矢
  - 収録アルバム：Disintegration
3. I pray to stop my cry -little sea style-／川田まみ [7:03]
  - 作詞：KOTOKO／作曲・編曲：高瀬一矢
  - 収録アルバム：LAMENT
4. 同じ空の下で／KOTOKO [5:30]
  - 作詞：MOMO、高瀬一矢／作曲・編曲：高瀬一矢
  - 収録アルバム：EXTRACT
5. Do you know the magic?／詩月カオリ [4:18]
  - 作詞：KOTOKO／作曲・編曲：羽越実有
  - 収録アルバム：COLLECTIVE
6. oblivion／KOTOKO [5:19]
  - 作詞：KOTOKO／作曲・編曲：C.G mix
  - 収録アルバム：EXTRACT
7. 夏草の線路 -Album Mix-／KOTOKO to 詩月カオリ [5:44]
  - 作詞：門司／作曲：高瀬一矢／編曲：高瀬一矢、中沢伴行
  - 収録アルバム：LAMENT
8. FLY TO THE TOP／MELL [5:14]
  - 作詞・作曲・編曲：高瀬一矢
  - 収録アルバム：Disintegration
9. two HeaRt／桐島愛里 [5:00]
  - 作詞：KOTOKO／作曲・編曲：井内舞子
  - 収録アルバム：EXTRACT
10. Imaginary affair／KOTOKO [4:49]
  - 作詞：KOTOKO／作曲・編曲：高瀬一矢
  - 収録アルバム：COLLECTIVE
11. eclipse／川田まみ [4:12]
  - 作詞：KOTOKO／作曲・編曲：中沢伴行
  - 収録アルバム：COLLECTIVE
12. bumpy-Jumpy!／KOTOKO [3:39]
  - 作詞：KOTOKO／作曲・編曲：中沢伴行、尾崎武士
  - 収録アルバム：EXTRACT
13. See You ～小さな永遠～ -P.V ver.-／I've Special Unit [5:58]
  - 作詞：都築真紀、高瀬一矢／作曲：高瀬一矢／編曲：高瀬一矢、中坪淳彦
  - 収録アルバム：I've P.V Collection vol.3(「LAMENT」「OUT FLOW」 の初回限定版に付属)

### Disc-2
1. 美しく生きたい／MELL [4:57]
  - 作詞・作曲・編曲：高瀬一矢
  - 収録アルバム：regret
2. Collective／KOTOKO [6:45]
  - 作詞：高瀬一矢(KOTOKO)／作曲・編曲：高瀬一矢
  - 収録アルバム：COLLECTIVE
  - コンピレーションアルバム『COLLECTIVE』では作詞者の意向により歌詞が掲載されなかったが、このアルバムでは正式な歌詞が掲載されている。
3. Face of Fact／KOTOKO [5:53]
  - 作詞：KOTOKO／作曲：C.G mix／編曲：C.G mix、FISH TONE
  - 収録アルバム：LAMENT
4. Velocity of sound／MOMO [6:38]
  - 作詞：KOTOKO／作曲・編曲：中沢伴行
  - 収録アルバム：OUT FLOW
5. jihad／KOTOKO [4:45]
  - 作詞：KOTOKO／作曲：C.G mix／編曲：C.G mix、尾崎武士
  - 収録アルバム：EXTRACT
6. IMMORAL／川田まみ [4:27]
  - 作詞：KOTOKO／作曲・編曲：中沢伴行
  - 収録アルバム：COLLECTIVE
7. Around the mind／島みやえい子 [5:09]
  - 作詞・作曲・編曲：高瀬一矢
  - 収録アルバム：verge
8. HALLUCINO／KOTOKO [5:40]
  - 作詞：KOTOKO／作曲・編曲：中沢伴行
  - 収録アルバム：EXTRACT
9. Leaf ticket／KOTOKO [4:56]
  - 作詞：KOTOKO／作曲・編曲：C.G mix
  - 収録アルバム：EXTRACT
10. birthday eve／SHIHO [3:54]
  - 作詞：元長柾木／作曲・編曲：高瀬一矢
  - 収録アルバム：Disintegration
11. Wing my Way／KOTOKO [5:57]
  - 作詞：KOTOKO／作曲・編曲：高瀬一矢／コーラス：島みやえい子
  - 収録アルバム：Disintegration
  - コンピレーションアルバム『Disintegration』ではアルバムバージョンが収録されているが、このアルバムでは原曲が収録されている。
12. Fair Heaven／I've Special Unit [6:21]
  - 作詞・作曲・編曲：高瀬一矢
  - I've in Budokan 2005 アニメイト販売分チケット同梱CDに収録
13. Blaze a trail／川田まみ [5:04]
  - 作詞：川田まみ／作曲：高瀬一矢／編曲：高瀬一矢、中沢伴行、尾崎武士
  - 新曲

## タイアップ
| 曲名                                     | タイアップ                                                                        |
| ---------------------------------------- | --------------------------------------------------------------------------------- |
| FUCK ME                                  | PCゲーム『吐溜 -TRASH-』エンディングテーマ                                        |
| I pray to stop my cry -little sea style- | PCゲーム『凌辱痴漢地獄』イメージソング                                            |
| 同じ空の下で                             | PCゲーム『家族計画』オープニングテーマ                                            |
| Do you know the magic?                   | PCゲーム『魔法はあめいろ？』オープニングテーマ                                    |
| oblivion                                 | PCゲーム『私立レイプ女学院』エンディングテーマ                                    |
| 夏草の線路 -Album Mix-                   | PCゲーム『Railway 〜ここにある夢〜』オープニングテーマ(原曲)                      |
| FLY TO THE TOP                           | PCゲーム『MAVERICK MAX』オープニングテーマ                                        |
| two HeaRt                                | PCゲーム『Futa・Ane ～ふたあね～』オープニングテーマ                              |
| Imaginary affair                         | PCゲーム『こなたよりかなたまで』オープニングテーマ                                |
| eclipse                                  | PCゲーム『燐月-リンゲツ-』オープニングテーマ                                      |
| bumpy-Jumpy!                             | PCゲーム『ナツユメナギサ』オープニングテーマ                                      |
| See You ～小さな永遠～ -P.V ver.-        | PCゲーム『とらいあんぐるハート3 〜Sweet Songs Forever〜』エンディングテーマ(原曲) |
| 美しく生きたい                           | PCゲーム『吐溜 -TRASH-』エンディングテーマ                                        |
| Face of Fact                             | PCゲーム『BALDR FORCE』オープニングテーマ                                         |
| Velocity of sound                        | PCゲーム『ソニックプリンセス』オープニングテーマ                                  |
| jihad                                    | PCゲーム『BALDR SKY Dive2 "RECORDARE"』オープニングテーマ                         |
| IMMORAL                                  | PCゲーム『IMMORAL』エンディングテーマ                                             |
| Around the mind                          | PCゲーム『ファントムナイト 夢幻の迷宮2』オープニングテーマ                        |
| HALLUCINO                                | PCゲーム『夢幻の迷宮3 TYPE S』オープニングテーマ                                  |
| Leaf ticket                              | PCゲーム『パルフェ 〜ショコラ second brew〜』オープニングテーマ                   |
| birthday eve                             | PCゲーム『Sense Off』エンディングテーマ                                           |
| Wing my Way                              | PCゲーム『ファーランドシンフォニー』オープニングテーマ                            |